# 947 Монтероза
947 Монтероза (947 Monterosa) — астероїд головного поясу, відкритий 8 лютого 1921 року.
Тіссеранів параметр щодо Юпітера — 3,290.